# Anti-Magic Academy: The 35th Test Platoon
Anti-Magic Academy: The 35th Test Platoon (対魔導学園35試験小隊?, Tai-madō gakuen 35 shiken shōtai, lett. "Il 35º plotone di prova dell'accademia antimagia") è una serie di light novel scritta da Tōki Yanagimi ed illustrata da Kippu, pubblicata in tredici volumi dalla Fujimi Shobō, sotto l'etichetta Fujimi Fantasia Bunko, tra maggio 2012 e luglio 2016. Due adattamenti manga sono stati serializzati rispettivamente sul Monthly Dragon Age della Fujimi Shobo e sul Monthly Comic Alive della Media Factory complessivamente tra il 2012 e il 2015. Un adattamento anime, prodotto dalla Silver Link, è stato trasmesso in Giappone tra il 7 ottobre e il 23 dicembre 2015.

## Personaggi

I protagonisti Takeru e Ōka

### 35º Plotone
Takeru Kusanagi (草薙 タケル?, Kusanagi Takeru)
Doppiato da: Yoshimasa Hosoya
Ōka Ōtori (鳳 桜花?, Ōtori Ōka)
Doppiata da: Reina Ueda
Usagi Saionji (西園寺 うさぎ?, Saionji Usagi)
Doppiata da: Rumi Ōkubo
Ikaruga Suginami (杉並 斑鳩?, Suginami Ikaruga)
Doppiata da: Ryōko Shiraishi
Mari Nikaidō (二階堂 マリ?, Nikaidō Mari)
Doppiata da: Kanae Itō

### Accademia Anti-Magia
Sōgetsu Ōtori (鳳 颯月?, Ōtori Sōgetsu)
Doppiato da: Shin'ichirō Miki
Nagaru Hoshijiro (星白 流?, Hoshijiro Nagaru)
Doppiata da: Natsumi Yamada
Kyouya Kirigaya (霧ヶ谷 京夜?, Kirigaya Kyōya)
Doppiato da: Kenji Akabane

### Mangiatori di Reliquie
Lapis Lazuli (草薙ラピス?, Rapis Razuli)
Doppiata da: Iori Nomizu
Vlad (ヴラド?, Vurado)
Doppiato da: Jouji Nakata

### Valhalla
Haunted (ホーンテッド?, Hōnteddo)
Doppiato da: Kōji Yusa
Kanaria (カナリア?)
Doppiata da: Mami Shitara

### Inquisitori
Hayato Kurogane (鐵 隼人?, Kurogane Hayato)

### Altri
Kiseki Kusanagi (草薙 キセキ?, Kusanagi Kiseki)
Doppiata da: Chika Anzai
Isuka Suginami (杉並 伊砂?, Suginami Isuka)

## Media

### Light novel
La serie è stata scritta da Tōki Yanagimi con le illustrazioni di Kippu. I volumi sono stati pubblicati dalla Fujimi Shobō, sotto l'etichetta Fujimi Fantasia Bunko, dal 19 maggio 2012 al 20 luglio 2016.
| Nº | Titolo italiano (traduzione letterale) Giapponese 「Kanji」 - Rōmaji                                 | Data di prima pubblicazione              | Data di prima pubblicazione |
| Nº | Titolo italiano (traduzione letterale) Giapponese 「Kanji」 - Rōmaji                                 | Giapponese                               |                             |
| 1  | La convocazione degli eroi 「英雄召喚」 - Eiyū shōkan                                                | 19 maggio 2012 ISBN 978-4-04-071082-2    |                             |
| 2  | La competizione delle streghe 「魔女争奪戦」 - Majo sōdatsu-sen                                      | 20 settembre 2012 ISBN 978-4-04-071079-2 |                             |
| 3  | I due alchemisti 「錬金術師二人」 - Renkinjutsushi futari                                            | 19 gennaio 2013 ISBN 978-4-04-071080-8   |                             |
| 4  | Il nostro folle festival scolastico 「愚者達の学園祭」 - Gushatachi no gakuensai                     | 18 maggio 2013 ISBN 978-4-04-071033-4    |                             |
| 5  | Il re dei cento demoni 「百鬼の王」 - Hyakki no ō                                                    | 20 agosto 2013 ISBN 978-4-04-071083-9    |                             |
| 6  | Un nuovo contratto azzurro 「瑠璃色の再契約」 - Ruriiro no saikeiyaku                                | 20 dicembre 2013 ISBN 978-4-04-712979-5  |                             |
| 7  | Il contrattacco cremisi 「逆襲の紅蓮」 - Gyakushū no guren                                           | 19 aprile 2014 ISBN 978-4-04-070097-7    |                             |
| 8  | Il conflitto argentato 「白銀争乱」 - Shirogane sōran                                                | 20 agosto 2014 ISBN 978-4-04-070138-7    |                             |
| 9  | L'alleanza eretica 「異端同盟」 - Itan dōmei                                                         | 20 dicembre 2014 ISBN 978-4-04-070429-6  |                             |
| 10 | La guerra della caccia alle streghe (prima parte) 「魔女狩り戦争（上）」 - Majo kari sensō (ue)      | 18 aprile 2015 ISBN 978-4-04-070551-4    |                             |
| 11 | La guerra della caccia alle streghe (seconda parte) 「魔女狩り戦争（下）」 - Majo kari sensō (shita) | 20 agosto 2015 ISBN 978-4-04-070550-7    |                             |
| 12 | Il richiamo del crepuscolo 「黄昏の呼び声」 - Tasogare no yobigoe                                    | 19 marzo 2016 ISBN 978-4-04-070865-2     |                             |
| 13 | La promessa dell'alba 「暁の約束」 - Akatsuki no yakusoku                                            | 20 luglio 2016 ISBN 978-4-04-072000-5    |                             |

### Manga
Il primo adattamento manga, disegnato da Sutarō Hanao, è stato serializzato sulla rivista Monthly Dragon Age della Fujimi Shobō dal 9 novembre 2012 al 9 maggio 2014. I capitoli sono stati raccolti in tre volumi tankōbon, che sono stati pubblicati tra l'8 giugno 2013 e il 9 giugno 2014.
| Nº | Data di prima pubblicazione | Data di prima pubblicazione | Data di prima pubblicazione |
| Nº | Giapponese                  | Giapponese                  |                             |
| -- | --------------------------- | --------------------------- | --------------------------- |
| 1  | 8 giugno 2013               | ISBN 978-4-04-712877-4      |                             |
| 2  | 9 dicembre 2013             | ISBN 978-4-04-712965-8      |                             |
| 3  | 9 giugno 2014               | ISBN 978-4-04-070186-8      |                             |

Il secondo adattamento manga, a cura di Yōhei Yasumura, è stato serializzato sul Monthly Comic Alive della Media Factory dal 27 dicembre 2014 al 26 dicembre 2015. Due volumi sono stati pubblicati rispettivamente il 22 agosto e il 22 dicembre 2015. In America del Nord i diritti sono stati acquistati da Seven Seas Entertainment.
| Nº | Data di prima pubblicazione | Data di prima pubblicazione | Data di prima pubblicazione |
| Nº | Giapponese                  | Giapponese                  |                             |
| -- | --------------------------- | --------------------------- | --------------------------- |
| 1  | 22 agosto 2015              | ISBN 978-4-04-067575-6      |                             |
| 2  | 22 dicembre 2015            | ISBN 978-4-04-067858-0      |                             |

### Anime
L'adattamento anime è stato annunciato dalla Fujimi Shobō nell'aprile 2014. La serie televisiva, prodotta dalla Silver Link e diretta da Tomoyuki Kawamura, è andata in onda dal 7 ottobre al 23 dicembre 2015. Le sigle di apertura e chiusura sono rispettivamente Embrace Blade delle Afilia Saga e Calling my Twilight di Kanako Itō. In alcune parti del mondo, tra cui l'Italia, gli episodi sono stati trasmessi in streaming, in contemporanea col Giappone, da Crunchyroll, mentre in Australia e Nuova Zelanda i diritti sono stati acquistati dalla AnimeLab.

#### Episodi
| Nº | Titolo italiano Giapponese 「Kanji」 - Rōmaji                                                                                       | In onda          | In onda |
| Nº | Titolo italiano Giapponese 「Kanji」 - Rōmaji                                                                                       | Giapponese       |         |
| 1  | All'attacco! Il plotone delle nullità! 「出撃！雑魚小隊！」 - Shutsugeki! Zako shōtai!                                              | 7 ottobre 2015   |         |
| 2  | La convocazione degli eroi 「英雄召喚」 - Eiyū shōkan                                                                               | 14 ottobre 2015  |         |
| 3  | La strega arruolata 「魔女入隊」 - Majo nyūtai                                                                                      | 21 ottobre 2015  |         |
| 4  | Il sorriso del necromante 「死霊術師は笑う」 - Shiryōjutsushi wa warau                                                              | 28 ottobre 2015  |         |
| 5  | Il festival dei cacciatori 「魔女狩り祭」 - Majokari-sai                                                                            | 4 novembre 2015  |         |
| 6  | Anche i conigli hanno le zanne 「うさぎにだって牙はある」 - Usagi ni datte kiba wa aru                                              | 11 novembre 2015 |         |
| 7  | Il traditore 「裏切者」 - Uragirimono                                                                                               | 18 novembre 2015 |         |
| 8  | I due alchimisti 「錬金術師二人」 - Renkinjutsushi futari                                                                           | 25 novembre 2015 |         |
| 9  | Il 35º plotone ubriaco 「第35酔いどれ小隊」 - Dai 35 yoidore shōtaiUna pazza estate 「クレイジーサマータイム」 - Kureijī Samā Taimu | 2 dicembre 2015  |         |
| 10 | Kusanagi Kiseki 「草薙キセキ」 - Kusanagi Kiseki                                                                                    | 9 dicembre 2015  |         |
| 11 | Kusanagi Takeru 「草薙タケル」 - Kusanagi Takeru                                                                                    | 16 dicembre 2015 |         |
| 12 | Desiderio senza fine 「限りなき願い」 - Kagirinaki negai                                                                            | 23 dicembre 2015 |         |